# Waldmännchentag
Der Waldmännchentag, auch Schlägelstag oder Waldfest, findet am 2. Januar statt. Es handelt sich hierbei um eine tief verwurzelte heidnische Tradition, die vor allem in der hessisch-thüringischen Grenzregion, im Hainich und im Eichsfeld verbreitet ist. 

## Beschreibung
Im Volksglauben galt der 2. Januar als Unglückstag. An diesem Tag war Waldfeier und alle Waldarbeiten mussten unterbleiben. Dies wurde als Schlägelstag ab dem 15. Jahrhundert auch auf die Arbeit im Bergwerk, in den Schächten am Hohen Meißner und im Richelsdorfer Gebirge ausgedehnt. Wer dieses Verbot nicht achtete, traf mit Sicherheit im Wald auf das Waldmännchen, eine Art Waldschrat oder Kobold, welcher sich in seiner Winterruhe gestört fühlte und mit grimmiger Rachsucht, meist auch mit dem Tode strafte.  
Der Tag fällt zudem in die Zeit der Rauhnächte, an denen man stets mit Spukerscheinungen rechnen musste.